# چرخ فلک (مجموعه تلویزیونی)
چرخ فلک یک مجموعه تلویزیونی ایرانی به کارگردانی عزیزالله حمیدنژاد، بهرام عظیم‌پور، احسان عبدی‌پور، نویسندگی علیرضا طالب‌زاده، سید حسین امیرجهانی، مجید اسماعیلی، امیرمحمد عبدی و تهیه‌کنندگی مجید مولایی است که در سال ۱۳۹۵ از شبکه یک سیما پخش شده است.
آهنگسازی اپیزودهای ساخته شده توسط عزیزالله حمیدنژاد را ستار اورکی به عهده داشته و ساخت موسیقی اپیزودهای کارگردانی شده توسط بهرام عظیم‌پور و احسان عبدی‌پور را پیمان خازنی انجام داده‌است و خواننده تیتراژ آن سالار عقیلی است. موضوع اصلی سریال یک مفهوم اخلاقی است که در هر یک از داستان‌ها این موضوع تکرار می‌شود و بیشتر بازیگران در ابتدای هر قصه آدم فرعی هستند که در قصه بعدی به بازیگر اصلی بدل می‌شوند. این سریال در ۲۸ قسمت ۴۵ دقیقه‌ای در تابستان ۱۳۹۵ به روی آنتن رفت.

## عوامل
- مجری طرح: کامبیز دارابی
- تدوین: محمدحسین غضنفری، رضا کردبچه
- طراح صحنه و لباس: حسن روح‌پروری
- آهنگساز: پیمان خازنی و ستار اورکی
- صداگذاری و ترکیب صدا: آرش اسحاقی
- صدابردار: منصور شهبازی
- طراح چهره‌پردازی: محمدرضا قومی
- مدیرتولید: محسن صرافی و حیدر زرقومی
- دستیار یک صحنه: مهدی ستاری
- مدیران صحنه: علی سلیمانی، محدث یوسفی، فرهاد عسگری، مصطفی آذرنوش
- دستیار یک لباس: زهره رفیعی، نیلوفر میرزایی
- منشی صحنه: سهیلا کاشفی، تهمینه مرتضوی، ساناز هرندی، الهام اخوان
- عکاس: علی حمیدنژاد
- مدیر تدارکات: مهدی عباسی‌پور، حسین میرزامحمدی، مهدی رهبری، محمد علی‌محمدی
- مشاور رسانه‌ای: هادی داداشی.[۲]
- برنامه‌ریز، حبیب قلی‌زاده